# Chvojenec
Chvojenec (en allemand : Chwojenetz) est une commune du district et de la région de Pardubice, en République tchèque. Sa population s'élevait à 835 habitants en 2024.

## Géographie
Chvojenec se trouve à 14 km au nord-est de Pardubice, à 14 km au sud-est de Hradec Králové et à 108 km à l'est de Prague.
La commune est limitée par Býšť au nord-ouest et au nord, par Vysoké Chvojno à l'est, par Horní Ředice et Dolní Ředice au sud, et par Rokytno à l'ouest.

## Histoire
La première mention écrite du village date du XIVe siècle.

## Transports
Par la route, Chvojenec se trouve à 7 km de Holice, à 31 km de Hradec Králové, à 16 km de Pardubice et à 136 km de Prague. 